# Pingu
Pingu — дитячий пластиліновий анімаційний телесеріал, створений Отмаром Гутманном і Ерікою Брюггеманн. Спочатку його виробляли з 1990 по 2000 роки швейцарські компанії The Pygos Group (спочатку Editoy AG, потім Pingu BV) і Pingu Filmstudio (спочатку Trickfilmstudio) у Швейцарії. Пізніше його відродили і демонстрували з 2003 по 2006 рік британські компанії HIT Entertainment і HOT Animation.
Події серіалу відбуваються навколо родини антропоморфних імператорських пінгвінів, які живуть на Південному полюсі, головним героєм є син сім'ї Пінгу.
Початковий серіал транслювався чотирма серіями з 7 березня 1990 року по 9 квітня 2000 року на SF DRS, а додаткові дві серії виходили в ефір з 1 серпня 2003 року по 3 березня 2006 року на CBeebies. Пінгу також був номінований на премію BAFTA у 2005 році.
Пінгу став популярним за межами Швейцарії, зокрема у Великій Британії та Японії, частково через відсутність справжньої розмовної мови: майже всі діалоги ведуться винайденою «мовою пінгвінів», яку називають «пінгвінською» або «пінгуйською»,, що складається з лепету, бурмотіння та характерного спорадичного звуку титульного персонажа, який звучить як «Noot noot!», що супроводжується перетворенням його дзьоба у форму мегафона. У перших чотирьох серіях усіх героїв озвучував італійський актор озвучування Карло Бономі, використовуючи мову звуків, яку він уже розробив і використовував раніше для серіалу La Linea режисера Освальдо Кавандолі. У серіях 5–6 акторський склад спільно озвучували Девід Сент і Марчелло Маньї.
Японський перезапуск серіалу під назвою «Пінгу в місті» почав транслюватися на NHK 7 жовтня 2017 року і завершився 30 березня 2019 року, а пізніше демонструвався у Великій Британії в дитячому блоці LittleBe ITVBe.

## Сюжетна лінія
Дія розгортається в Антарктиді та зосереджується на сім'ях пінгвінів, які живуть і працюють в іглу. Головний герой, Пінгу, належить до однієї з таких родин. Він часто встрягає в пригоди зі своєю молодшою сестрою Пінгою і пустує зі своїм найкращим другом тюленем Роббі та подругою Пінгі, у яку він закоханий.

## Персонажі

### Головні
- Пінгу — головний герой серіалу, зазвичай грайливий, допитливий пінгвін. Його ім'я походить від німецької назви пінгвінів, яка збігається з українською. Він упертий і в основному добре вихований, але схильний до пустощів і випадкових істерик.
- Пінга — молодша сестра Пінгу. Вона нагадує пташеня імператорського пінгвіна, як і інші пінгвіни в усьому шоу. Як і всі малюки, вона весела та грайлива, але дуже чутлива та кмітлива, і часто стає мішенню для пустощів Пінгу.
- Містер і місіс Пінгвіни — батьки Пінгу і Пінги, їхні справжні імена не розкриваються. Батько — листоноша, який використовує люльку (яка не димить) в перших епізодах, але кидає її пізніше. Він запальний, але люблячий пінгвін і має моторизовані сани для доставки пошти, іноді за допомогою Пінгу. Мама — турботлива, любляча та працьовита господиня, яка більшу частину часу приділяє готуванню та прибиранню. Їй іноді допомагають Пінгу та Пінга, і вона завжди їх обіймає, коли вони засвоюють урок.
- Дід (Grandfather) — дід Пінгу та Пінги по батьковій лінії, який вперше з'явився в епізоді «Уроки музики». Він досвідчений акордеоніст, як він демонструє Пінгу в цьому епізоді, а також колишній професійний важкоатлет.
- Дідусь (Grandpa) — це Пінгу та дідусь Пінга по материнській лінії, який з'являвся в епізодах «Дідусь захворів» і «Пінгу не може програти», в останній з яких він добре грає в боулінг.
- Тітки — три сестри матері, тобто тітки Пінгу та Пінги по материнській лінії. В епізоді «Пінгу вирушає у подорож» Пінгу йде до однієї зі своїх тіток. В епізоді «Пінгу няня» він піклується про пташенят-близнюків іншої тітки, поки вона з матір'ю гуляють, а в епізоді «Пінгу робить помилку» він піклується про яйце третьої тітки, яке має вилупитися.
- Близнюки — це двоюрідні брати Пінгу та Пінги, які з'являються в епізоді «Пінгу-няні», де за ними піклується Пінгу, коли їх мати виходить з його матір'ю.

### Додаткові
- Роббі — тюлень, найкращий друг Пінгу. Його ім'я походить від німецького слова Robbe, що означає тюлень. Вперше з'являється в епізоді «Pingu Goes Fishing». Він доброзичливий і грайливий, але досить зухвалий. Він синювато-сірий у перших чотирьох серіях, але стає світло-сірим у двох останніх.
- Пінго — дещо придуркуватий пінгвін. Він має довгий дзьоб, який по суті плоский знизу, але злегка заокруглений зверху, і голову, яка ширша і вища. Він часто вмовляє Пінгу робити разом з ним дурні витівки. Спочатку він був хуліганом у першому епізоді, але пізніше його друзями стали Пінгг та Пінгу.
- Пінгг — ще один друг Пінгу. У нього також довгий дзьоб, але голова коротша, ніж у Пінго. Як і Пінго, він спочатку був хуліганом, але пізніше в серіалі став одним із друзів Пінгу.
- Понгі — пінгвін, який носить окуляри і має короткий круглий дзьоб. Вперше він з'явився в епізоді «Хокей».
- Пенгі — пінгвін, дуже схожий на пінгвінів Аделі, і вперше з'являється в «Пінгу та шкільній екскурсії». В епізоді «Шкільний час» Пінгу зовнішнім виглядом нагадує Пенгі.
- Піндж — зелений пінгвін, який з'являється в Пінгу на весіллі, він розмовляє з акцентом, який, здається, є типовим для його породи.
- Пункі — пінгвін, який вперше з'явився в епізоді «Pingu Delivers the Mail». У нього на голові пучок і він носить смугасті штани.
- Баджу — інший друг Пінгу, який не є пінгвіном. HIT Entertainment розкриває його як дивного прибульця в Антарктику в образі єті. Він був представлений у 2005 році та з'явився в останньому епізоді «Пінгу та Снігова Людина». Він також з'явився в музичному відео 7–11 і The Pingu Show.
- Пінґі — кохання Пінґу та його подруга. Має густі білі вії та дещо м'який дзьоб. Вперше вона з'явилася в епізоді «Прихильниця Пінгу».

### Другорядні
- Директор школи — це вчитель Пінгу. Він живе в місцевій школі і дзвонить у дзвінок, коли настає час початку або кінця шкільних занять. Вперше він з'явився в епізоді «Шкільний час».
- Доктор — це лікар по сусідству. Він живе в сусідній клініці у вигляді іглу і часто лікує травми Пінгу, а також допомагає в народженні Пінги.
- Містер Пенг-Ховен — бідолашний пінгвін, який живе в пошарпаному іглу і часто стає жертвою доброзичливості Пінгу. Вперше він з'явився в епізоді «Pingu and the Barrel Organ».

## Мова
Пінгвіни розмовляють «пінгвинячою» мовою, незрозумілою для людей, і вживають деякі характерні слова, наприклад, «нут-нут!», однак у певних серіях у моменти емоційного захоплення вони можуть вживати слова, які нагадують британські лайливі вирази.